# Obština Dimitrovgrad
Obština Dimitrovgrad (bulharsky Община Димитровград) je bulharská jednotka územní samosprávy v Chaskovské oblasti. Leží v jižním Bulharsku v Hornothrácké nížině. Sídlem obštiny je město Dimitrovgrad, kromě něj zahrnuje obština 1 město a 25 vesnic. Žije zde necelých 50 tisíc stálých obyvatel.

## Sídla
| - Bodrovo - Brjast - Brod - Černogorovo - Dimitrovgrad (sídlo správy) - Dlăgnevo - Dobrič - Dolno Belevo - Goljamo Asenovo | - Gorski Izvor - Jabălkovo - Kasnakovo - Krepost - Krum - Malko Asenovo - Meričleri - Radievo - Rajnovo | - Skobelevo - Stalevo - Stransko - Svetlina - Vărbica - Velikan - Voden - Zdravec - Zlatopole |

## Sousední obštiny
| Růžice kompasu | Čirpan         | Stara Zagora         | Opan         | Růžice kompasu |
| Růžice kompasu | Părvomaj       | Sever                |              | Růžice kompasu |
| Růžice kompasu | Părvomaj       | Obština Dimitrovgrad |              | Růžice kompasu |
| Růžice kompasu | Părvomaj       | Jih                  |              | Růžice kompasu |
| Růžice kompasu | Mineralni Bani | Chaskovo             | Simeonovgrad | Růžice kompasu |

## Obyvatelstvo
V obštině žije 48 765 stálých obyvatel a včetně přechodně hlášených obyvatel 60 957. Podle sčítáni 1. února 2011 bylo národnostní složení následující:
- Bulhaři: 45 393 (90.8 %)
- Romové: 3 370 (6.7 %)
- Turci: 780 (1.6 %)
- ostatní: 433 (0.9 %)